# كريستين تومسون
كريستين تومسون هي كاتبة مسرحية وكاتِبة كندية، ولدت في 1966 في تورونتو في كندا.

## وصلات خارجية
- كريستين تومسون على موقع IMDb (الإنجليزية)
- كريستين تومسون على موقع قاعدة بيانات الفيلم (الإنجليزية)